# Henry ser universet
Henry ser universet er en dansk kortfilm fra 2013 instrueret af Nils Holst-Jensen efter eget manuskript.

## Handling
Henry kan ikke finde ud af noget. Sådan ser det i hvert fald ud for Lærer Clausen og klassekammeraterne. Men hvad ingen ved er, at Henrys utilstrækkelighed skyldes et par katastrofalt dårlige øjne. Så da sundhedsplejersken endelig tvinger ham til at gå med briller, ændrer alt sig: Henry udråbes til ”geni”, og en pige ved navn Polly synes pludselig at vise mærkelig interesse for ham.